# ハウジングサービス
ハウジングサービス（英: housing service）またはコロケーションサービス（英: co-location service）とは、主に通信事業者が自社の敷地内のスペースを契約者に提供し、契約者はそのスペースを利用してシステムの開発、構築を行うことができるようにしたサービスのこと。
現在では、通信事業者以外の事業者（システムインテグレータ、インターネットサービスプロバイダ等）が運営するデータセンターにおける機器設置サービス等も含めた形で「ハウジング」と総称するのが一般的である。

## サービス内容
提供者は主に設置場所・電源を供給するほか、通信回線や19インチラックのレンタル等も行うことが多い。
契約者は提供されたスペースに自らの機材（サーバなど）を持ち込んで作業を行う。